# Macroptilium

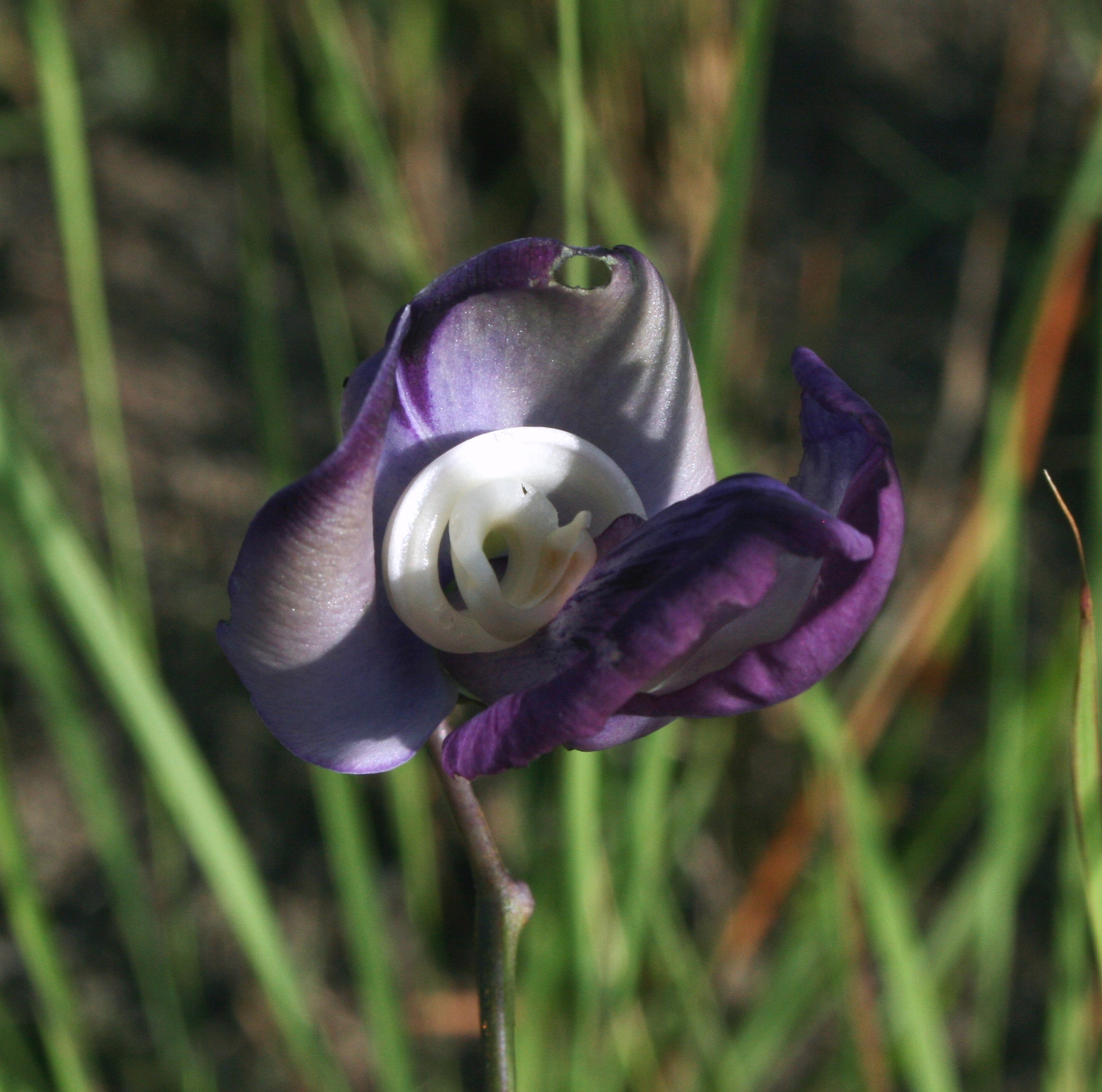
Květ Macroptilium lathyroides

Macroptilium je rod rostlin z čeledi bobovité. Jsou to popínavé i vzpřímené byliny s bílými, purpurovými nebo fialovými květy, rostoucí v počtu asi 20 druhů zejména na jihoamerických savanách. Některé druhy byly zavlečeny i do jiných tropických oblastí.

## Popis
Zástupci rodu Macroptilium jsou popínavé nebo přímé byliny. Listy jsou zpeřené, trojčetné nebo výjimečně jen jednolisté. Na bázi jednotlivých lístků jsou drobné palístky. Květy jsou bílé, purpurové nebo fialové, v dlouze stopkatých hroznech. Kalich je zvonkovitý, horní 2 zuby jsou u některých zástupců redukované. Pavéza je okrouhlá, na vrcholu vykrojená, na bázi se 2 drobnými oušky. Křídla jsou velmi široká, delší než pavéza a člunek, dlouze nehetnatá, obvejčitá nebo téměř okrouhlá. Člunek je dlouze nehetnatý, stočený. Tyčinek je 10 a jsou dvoubratré, 9 z nich je srostlých a 1 horní volná. Semeník se téměř přisedlý, s několika až mnoha vajíčky. Čnělka je spirálovitě zatočená a v horní části ztlustlá. Lusky jsou čárkovité, rovné nebo zahnuté, zploštělé nebo s průřezem téměř okrouhlým.

## Rozšíření
Rod Macroptilium zahrnuje asi 20 druhů, pocházejících vesměs z tropické Ameriky, kde rostou zejména na savanách a narušených místech. Některé druhy byly rozšířeny i do jiných oblastí tropů a zdomácněly. Druh Macroptilium atropurpureum zasahuje do jižních oblastí USA.

## Význam
Druh Macroptilium lathyroides je v Číně pěstován jako krycí rostlina, M. atropurpureum jako krmivo.